# Vacinuff Morrison
Vacinuff „Vass“ Morrison (* 19. Mai 1952) ist ein ehemaliger britischer Judoka. Er war Olympiafünfter 1976 und Europameisterschaftsdritter 1973.

## Sportliche Karriere
Der 1,74 m große Vacinuff Morrison kämpfte bis 1976 im Halbmittelgewicht, der Gewichtsklasse bis 70 Kilogramm. Bei den Europameisterschaften 1973 in Madrid bezwang er im Viertelfinale den Westdeutschen Rudolf Sanner. Im Halbfinale unterlag Morrison Dietmar Hötger aus der DDR. Mit einem Sieg über den Polen Wacław Czarnecki erkämpfte Morrison eine Bronzemedaille. Bei den Weltmeisterschaften 1973 in Lausanne schied Morrison im Achtelfinale gegen den Franzosen Patrick Vial aus.
1976 gewann Morrison die British Open. Bei den Olympischen Spielen in Montreal bezwang Morrison in der zweiten Runde den Bulgaren Georgi Georgijew und unterlag im Viertelfinale dem Japaner Kōji Kuramoto. Nach einem Sieg in der Hoffnungsrunde gegen den Spanier Juan Carlos Rodríguez unterlag er im Kampf um Bronze Patrick Vial.
Nach den Olympischen Spielen stieg Morrison ins Mittelgewicht auf, die Gewichtsklasse bis 78 Kilogramm. Hier gewann er Ende 1976 die British Trials und 1977 die British Open.